# Live at Town Hall, Birmingham
Live at Town Hall, Birmingham is een livealbum van The Enid. The Enid en haar fanclub organiseerden jaarlijks een groots concert voor haar fans in met name het Verenigd Koninkrijk. In 2010 vond dat concert plaats in de Town Hall van Birmingham, normaal de concertzaal van het City of Birmingham Symphony Orchestra.

## Musici
- Robert John Godfrey – toetsinstrumenten
- Max Read – toetsinstrumenten, gitaar, basgitaar, zang, vocoder
- Jason Ducker – gitaar
- Nic Willes – basgitaar, percussie
- Dave Storey – slagwerk, percussie

Met gasten:
- Francis Lickerish, Grant Jamieson, Jon Beedle – gitaar
- Sean Montgomery – orgel van Town Hall
- Chandos Symphony Orchestra o.l.v. David Etheridge

## Muziek
| Nr. | Titel                             | Duur  |
| --- | --------------------------------- | ----- |
| 1.  | Terra firma                       | 7:30  |
| 2.  | Terra nova                        | 5:31  |
| 3.  | Space surfing                     | 4:46  |
| 4.  | Malacandra                        | 13:55 |
| 5.  | Shiva                             | 8:17  |
| 6.  | Judgement                         | 8:53  |
| 7.  | In the region of the summer stars | 6:28  |

| Nr. | Titel          | Duur  |
| --- | -------------- | ----- |
| 1.  | Childe Roland  | 7:46  |
| 2.  | Ondine         | 3:40  |
| 3.  | The lovers     | 5;13  |
| 4.  | Fand           | 22:44 |
| 5.  | Dark hydraulic | 15:13 |